# Kalaupapa Airport
Kalaupapa Airport (IATA: LUP, ICAO: PHLU) is een regionaal vliegveld op Hawaï. Het vliegveld is gelegen nabij Kalaupapa, en heeft een 1 landingsbaan die 2700 voet (823 meter) lang is. Kalaupapa Airport ligt 7 meter boven zeeniveau.
De enige commerciële vliegdienst die het vliegveld aandoet is Pacific Wings.